# Castelo Di Bivar
O Castelo Di Bivar localiza-se no município de Carnaúba dos Dantas, ficando a 219 km da capital Natal, no estado brasileiro do Rio Grande do Norte.
No alto de uma colina às margens da rodovia RN-288, trata-se de uma imitação de um castelo renascentista francês. Erguida por volta de 1984, a obra se encontra inacabada até hoje.
O nome do castelo é uma homenagem ao filme El Cid. Após assistir ao filme o proprietário José Ronilson Dantas se sentiu atraído pelo estilo medieval, o que resultou na construção do castelo.
Conhecido em toda a região, tornou-se uma das principais atrações turísticas do Seridó potiguar. As suas dependências serviram como cenário para o filme O Homem que Desafiou o Diabo, de 2007.
O Di Bivar encontra-se em uma propriedade particular, e portanto, para se visitar o castelo, é necessário reservar antecipadamente a visita.